# Monsta X World Tour: The Connect
El Monsta X World Tour: The Connect, también conocido como The Connect World Tour, fue la segunda gira de conciertos de la agrupación surcoreana Monsta X, la cual recorrió Asia, Europa, Norteamérica y Latinoamérica en 19 fechas repartidas entre mayo y agosto de 2018, comenzando el 26 de mayo en Seúl y finalizando el 12 de agosto en Sao Paulo.

## Antecedentes
La parte de Norteamérica de la gira fue anunciada el 27 de febrero de 2018 a través de la cuenta oficial de Instagram, posterior a esas fechas se anuncian nuevas fechas para Asia, Europa y Latinoamérica, trayendo estás últimas una novedad ya que sería el primer concierto de Monsta X en Brasil.

## Setlist
El setlist presentado es del primer show de Seúl.
Acto 1
1. «Jealousy»
2. «Be Quiet»
3. «Beautiful»

Acto 2
1. «Gravity»
2. «Tropical Night»
3. «Blind»

Acto 3
1. «Crazy In Love»
2. «All In»

Acto 4
1. «Unreleased Song»
2. «Versace on The Flor (Bruno Mars)»

Acto 5
1. Hyungwon How Long Dance
2. «Im's Impossible Rap»
3. Baby Shark Dance

Acto 6
1. «In Time»
2. «From Zero»

Acto 7
1. «Because Of U»
2. «White Love»
3. «Roller Coaster»

Acto 8
1. «Lost In The Dream»
2. «Blue Moon»

Acto 9
1. «Destroyer»
2. «Shine Forever»

Acto 10
1. «Rush»
2. «Special»
3. «Trespass»

Acto 11
1. «Dramarama»

Encore
1. «Fallin'»
2. «If Only»

## Fechas
| Fecha                   | Ciudad         | País           | Recinto                            |                |                |
| Asia - Etapa I          | Asia - Etapa I | Asia - Etapa I | Asia - Etapa I                     | Asia - Etapa I | Asia - Etapa I |
| ----------------------- | -------------- | -------------- | ---------------------------------- | -------------- | -------------- |
| 26 de mayo de 2018      | Seúl           | Corea del Sur  | Jangchung Arena                    |                |                |
| 27 de mayo de 2018      | Seúl           | Corea del Sur  | Jangchung Arena                    |                |                |
| Europa - Etapa II       |                |                |                                    |                |                |
| 17 de junio de 2018     | Londres        | Reino Unido    | Hammersmith Apollo                 |                |                |
| 20 de junio de 2018     | Ámsterdam      | Países Bajos   | AFAS Live                          |                |                |
| 23 de junio de 2018     | Madrid         | España         | Palacio Vistalegre Arena           |                |                |
| Asia - Etapa III        |                |                |                                    |                |                |
| 30 de junio de 2018     | Bangkok        | Tailandia      | Thunder Dome                       |                |                |
| 10 de julio de 2018     | Hong Kong      | Hong Kong      | Star Hall                          |                |                |
| 14 de julio de 2018     | Taipéi         | Taiwán         | Taipei Tennis Center               |                |                |
| Norteamérica - Etapa IV |                |                |                                    |                |                |
| 20 de julio de 2018     | Chicago        | Estados Unidos | Rosemont Theatre                   |                |                |
| 22 de julio de 2018     | Newark         | Estados Unidos | New Jersey Performing Arts Center  |                |                |
| 25 de julio de 2018     | Atlanta        | Estados Unidos | Cobb Energy Performing Arts Centre |                |                |
| 27 de julio de 2018     | Dallas         | Estados Unidos | Verizon Theatre                    |                |                |
| 29 de julio de 2018     | Houston        | Estados Unidos | Smart Financial Centre             |                |                |
| 1 de agosto de 2018     | San Francisco  | Estados Unidos | Warfield Theatre                   |                |                |
| 3 de agosto de 2018     | Los Ángeles    | Estados Unidos | Microsoft Theatre                  |                |                |
| Latinoamérica - Etapa V |                |                |                                    |                |                |
| 5 de agosto de 2018     | Monterrey      | México         | Auditorio Pabellón M               |                |                |
| 8 de agosto de 2018     | Buenos Aires   | Argentina      | Estadio Obras Sanitarias           |                |                |
| 10 de agosto de 2018    | Santiago       | Chile          | Polideportivo Estadio Nacional     |                |                |
| 12 de agosto de 2018    | Sao Paulo      | Brasil         | Espaço Das Americas                |                |                |